# Nicole Richard
Nicole Richard (* 22. April 1957 in Bollendorf; † 11. Juli 2014 in Kassel) war eine deutsche Gerontologin, die durch ihren Ansatz der Integrativen Validation (IVA) für die Begleitung von Menschen mit Demenz insbesondere im Bereich der deutschsprachigen Altenpflege bekannt wurde.

## Leben
Nicole Richard war Diplom-Pädagogin und Diplom-Psychogerontologin, letzteres studierte sie am Institut für Psychogerontologie an der Universität Erlangen-Nürnberg, wo sie 1992 den Abschluss machte.
Sie entwickelte im Rahmen einer bundesweiten Arbeitsgruppe den Ansatz der Validation nach Naomi Feil weiter und machte diesen später unter eigenem Namen als Integrative Validation nach Richard (IVA) bekannt. Das von ihr gegründete Institut für Integrative Validation in Kassel bietet Grund- und Aufbaukurse zur Umsetzung des validierenden Ansatzes in der Begleitung von Menschen mit Demenz an.

## Veröffentlichungen
- Nicole Richard: Integrative Validation nach Richard. Wertschätzender Umgang mit demenzerkrankten Menschen. Bollendorf 2014, ISBN 978-3-00-047342-5, S. 71.
- Integrative Validation. Brücken bauen in die Welt des dementiell Erkrankten (Lehrfilm, DVD). Vincentz-Verlag, Hannover 1999.